# Hypolimnas celebensis
Hypolimnas celebensis är en fjärilsart som beskrevs av Hans Fruhstorfer 1912. Hypolimnas celebensis ingår i släktet Hypolimnas och familjen praktfjärilar. Inga underarter finns listade i Catalogue of Life.